# Liste der Könige von Northumbria
Das angelsächsische Königreich Northumbria entstand im 7. Jahrhundert aus der Vereinigung der Königreiche Bernicia und Deira; für die Vorgänger der hier aufgelisteten Könige siehe daher auch: Liste der Könige von Bernicia und Liste der Könige von Deira. Der erste Herrscher, der beide Königreiche regiert hat, war Æthelfrith, doch kam es unter seinen Nachfolgern zum Teil wieder zur Trennung beider Reiche bzw. zur Errichtung eines Unterkönigreiches in Deira unter northumbrischer Oberhoheit.
Die Jahresangaben sind ungefähre Werte und können von den korrekten Angaben leicht abweichen.
- 592–616 Æthelfrith, ursprünglich König von Bernicia, eroberte Deira
- 616–633 Edwin
- 633–634 Teilung Northumbrias: Eanfrith in Bernicia, Osric in Deira
- 634–642 Oswald
- 642–670 Teilung Northumbrias: Oswiu (bis 651 nur in Bernicia), Oswine in Deira (642/643–651), bis 679 herrschten in Deira abhängige Unterkönige
- 670–685 Ecgfrith (seit 664 Unterkönig in Deira)
  - um 672 Beornhæth, Unterkönig
- 686–705 Aldfrith
- 705–706 Eadwulf
- 706–716 Osred I.
- 716–718 Cenred
- 718–729 Osric
- 729–737 Ceolwulf
- 737–758 Eadberht
- 758–759 Oswulf
- 759–765 Æthelwald Moll
- 765–774 Ealchred
- 774–778/779 Æthelred I.
- 778/779–788 Ælfwald
- 788–790 Osred II.
- 790–796 Æthelred I. zum zweiten Mal
- 796 Osbald
- 796–806? Eardwulf
- 806?–808? Ælfwald II.
- 808?–810? Eardwulf zum zweiten Mal[2]
- 810?–840/841 Eanred[2]
- 840/841–844 Æthelred II.
- 844 Rædwulf
- 844–848? Æthelred II. zum zweiten Mal
- 848/849–862/863 Osberht
- 862/863–867 Ælle
- 867 Osberht zum zweiten Mal gemeinsam mit Ælle
 Kirby[3] weist auf Münzfunde hin, die mit dieser Königsliste nicht zu vereinbaren sind. Rollason[4] gibt aufgrund neuer Forschungsergebnisse eine alternative Entwicklung der Könige zwischen 808 und 867 an.
  - 808–um 830 Eardwulf zum zweiten Mal
  - um 830–um 854 Eanred
  - um 854–um 858 Æthelred II.
  - um 858 Rædwulf
  - um 858–um 862 Æthelred II. zum zweiten Mal
  - um 862–um 866 Osberht
  - um 866–867 Ælle
  - 867 Osberht zum zweiten Mal gemeinsam mit Ælle
- 867–872 Ecgberht I. (nur in Bernicia)[5]
- 872–876 Ricsige (ab 874/5 nur in Bernicia)
- 876–878 Ecgberht II. (nur in Bernicia)